# Ecuador címere

Ecuador címere

Ecuador címere egy ovális, sárga szegélyű pajzs, amelyen az előtérben a Guayas-folyó látható, a vízen az Ecuadorban használt első gőzössel. A háttérben a Chimborazo csúcsa emelkedik, amely felett a Napot és az állatöv csillagképek egy részletét ábrázolták. A pajzs két oldalán nemzeti színű zászlók lógnak alá, melyeket alul egy fejsze és egy botköteg fog össze. A pajzs felett egy szétterjesztett szárnyú kondorkeselyű látható. A címert  1845-ben készítették.